# Uptime

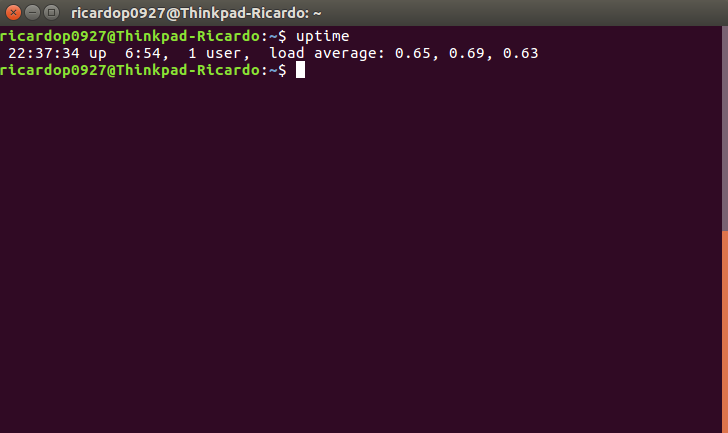
Ukázka reálného výstupu příkazu uptime v terminálovém okně operačního systému Linux

uptime (anglicky uptime – doba provozuschopnosti) je standardní UN*Xový program, sloužící pro zjištění doby běhu systému.

## Použití
Uživatelé Unix-like systémů mohou pomocí tohoto nástroje zjistit dobu běhu systému společně s aktuálním časem, počtem právě přihlášených uživatelů a tzv. Load averages za poslední 1, 5 a 15 minut běhu systému.
```
$ 
uptime

01:98:37 up 2287 days, 2:52, 25 users, load average: 1.76, 1.26, 0.70

```

## Zajímavost
Pomocí agentů používajících tento příklad se sestavují uptime statistiky, které, ačkoli jsou zdrojem FlameWars mezi příznivci jednotlivých distribucí, poskytují poměrně objektivní přehled o stabilitě jednotlivých systémů v produkčním prostředí.